# Ráncoslevelű törpebors
A ráncoslevelű törpebors (gyakran csak ráncos törpebors), redőslevelű törpebors vagy tompalevelű törpebors (Peperomia caperata) a zárvatermők (Magnoliophyta) törzsébe, a kétszikűek (Magnoliopsida) osztályába, a borsvirágúak (Piperales) rendjébe, a borsfélék (Piperaceae) családjába, és a törpebors (Peperomia) nemzetségbe tartozó növényfaj.

## Elterjedése
Dél-Amerikában őshonos, itt általában a legtöbb trópusi, illetve szubtrópusi esőerdei vidéken megtalálható. Eredeti élőhelye Florida, Mexikó, Brazília és a Karib-térség szigetei, ezeken a területeken örökzöld, évelő növényként él. Más helyeken csak szobanövényként fordul elő házakban és kertekben, a legtöbb mérsékelt övi területen beltéren, átlagos szobakörülmények között könnyen termeszthető. 

## Leírása
30-45 cm-nél magasabbra általában nem nő meg. Félig pozsgás növény, vastag levelei vizet tárolnak, így hosszú ideig öntözés nélkül is képes megmaradni. Levelei kissé ráncoltak, kerekdedek, egyes fajtáknál hosszúkásak és vastagok, dúsan nőnek. Fajtától függően levele lehet hullámos, sima, kerek, hegyes vagy szív alakú. Levelei a zöld, a piros, a szürke és a krém különféle árnyalataiban, egyszínű, tarka vagy csíkos mintákban kaphatóak. Virágai apróak és jelentéktelenek, amik fürtökben, magas szárakon nőnek. Ezek a virágok nem annyira esztétikusak és jelentős mennyiségű tápanyagot elszívnak a növénytől. A NASA kutatásai alapján arra következtetésre jutott, hogy a ráncoslevelű törpebors és még néhány törpeborsfaj tisztítja a levegőt, és akár 50%-kal is csökkenteni tudja a formaldehid mennyiséget a lakásban.

## Tartása
Olyan területeken termeszthető, ahol a hőmérséklet nem csökken 15 °C alá. Szereti a meleg időjárást és a magas páratartalmat, hasonlóan az őshonos környezetéhez. A világos, vagy félárnyékos helyet kedveli, közvetlen napsütéstől távol. Ritka, mérsékelt öntözés ajánlott. Levél- vagy szárdugvánnyal és a növény osztódásával is szaporítható.

## Kártevői és betegségei
Habár rendkívül ellenálló a kártevőkkel szemben, a viaszos pajzstetvek, gyászszúnyogok, atkák, a gyűrűfolt és más növényi betegségek mégis kárt tehetnek benne. A gyűrűfolt betegséget egy vírus okozza, ezért nincs megfelelő kezelés, így előfordulhat, hogy a sérült leveleket, sőt az egész fertőzött növényt is ki kell dobni.

## Fajtái
A fajnak igen változatos megjelenésű fajtái vannak, amik nagyban különböznek egymástól. Leveleinek változatosságának köszönhetően nagyon sokféle színben és formában kapható. Az alap fajta levelei zöld színűek, formájuk pedig kerek és kissé szív alakú.

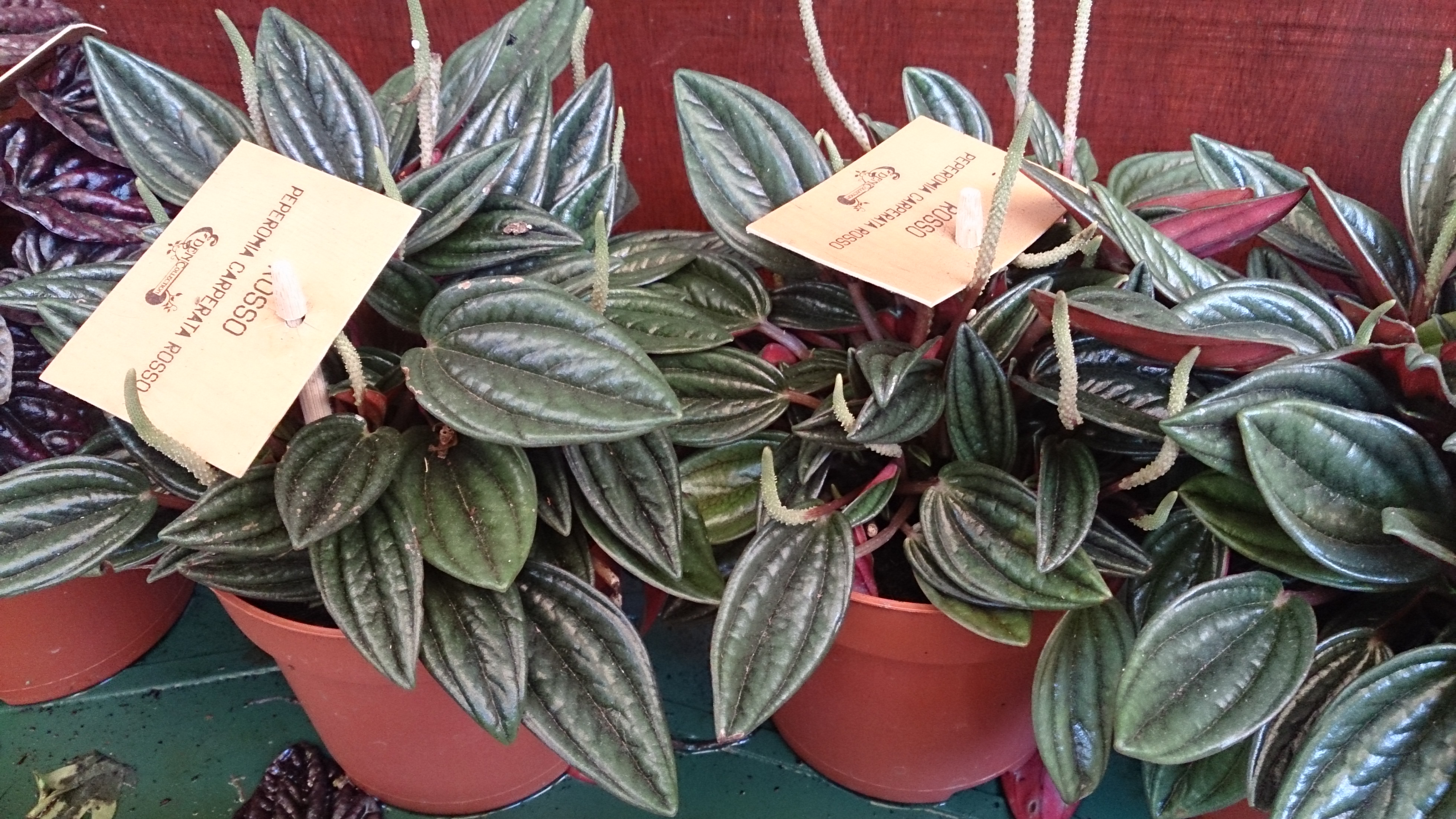
Peperomia caperata 'Rosso'

### Rosso
A Rosso (azaz Piros) vonzó virágzó fajta, a levelének felső része fényes zöld, míg az alsó fele élénkpiros, a levél formája pedig egészen hosszúkás és mélyen barázdás. Ideálisak gyenge vagy mesterséges fényben történő növekedéshez, így irodákhoz és árnyékos helyekhez is tökéletesek.

### Luna Red
Ez a fajta elnyerte a Királyi Kertészeti Társaság (RHS) kerti érdemei díját.  